# James Barry (Maler)

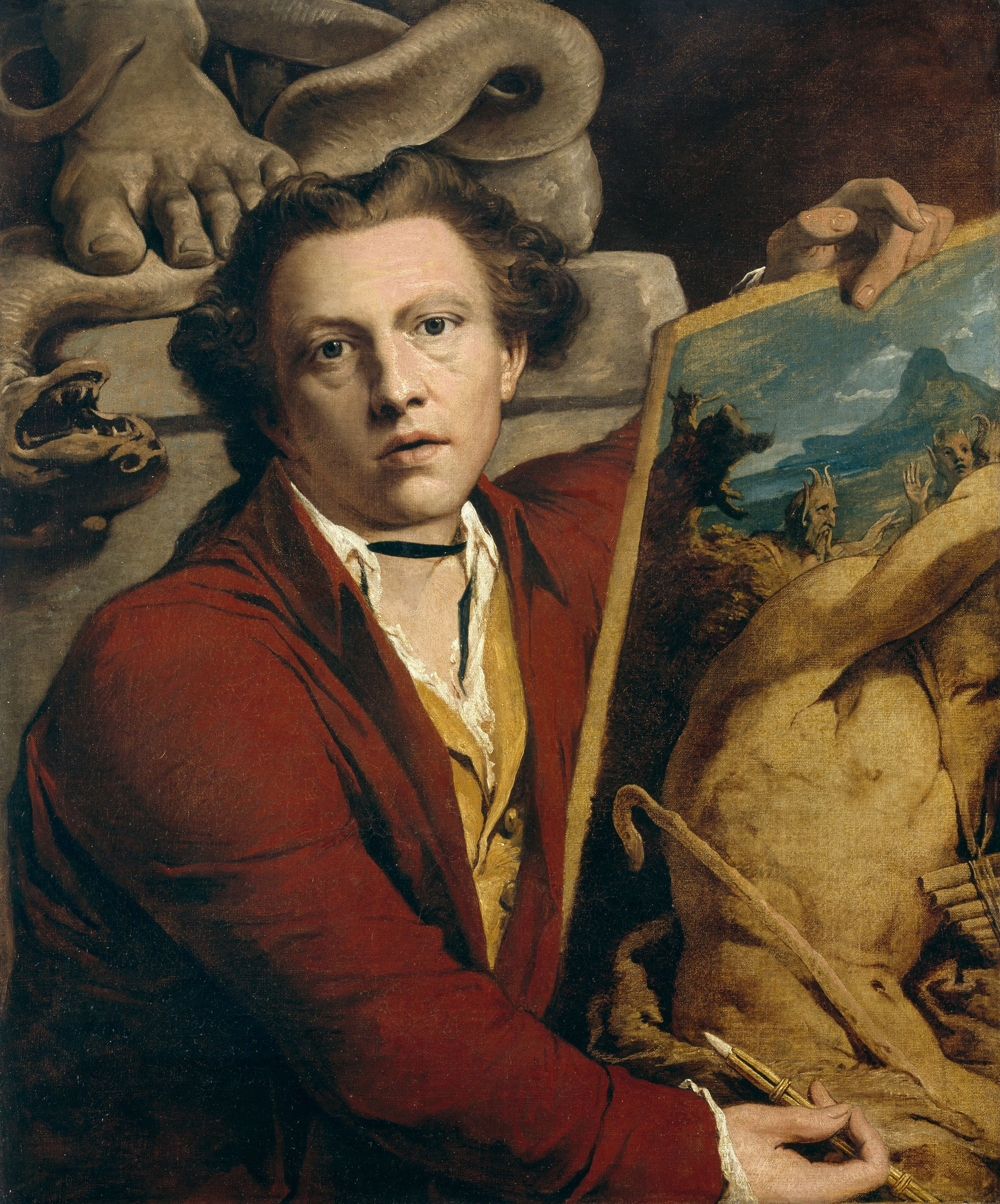
Selbstporträt von James Barry, 1803

James Barry (* 11. Oktober 1741 in Cork; † 22. Februar 1806 in London) war ein irischer Maler.

## Biographie
James Barry erhielt seine künstlerische Ausbildung bei Robert West in Dublin. 1773 erhielt er die Mitgliedschaft der Royal Academy of Arts. 1755 verfasste er eine Schrift, die sich gegen Johann Joachim Winckelmann richtete. Von 1777 bis 1783 schuf er den Großen Bilderzyklus in der Society of Arts in London. Seine Werke umfassen überwiegend Historienbilder, welche dem Klassizismus zuzuordnen sind. 
Nach seinem Tod am 22. Februar 1806 wurde er in der St Paul’s Cathedral beigesetzt. Die Medizinerin James Barry war seine Nichte.

## Werke (Auswahl)

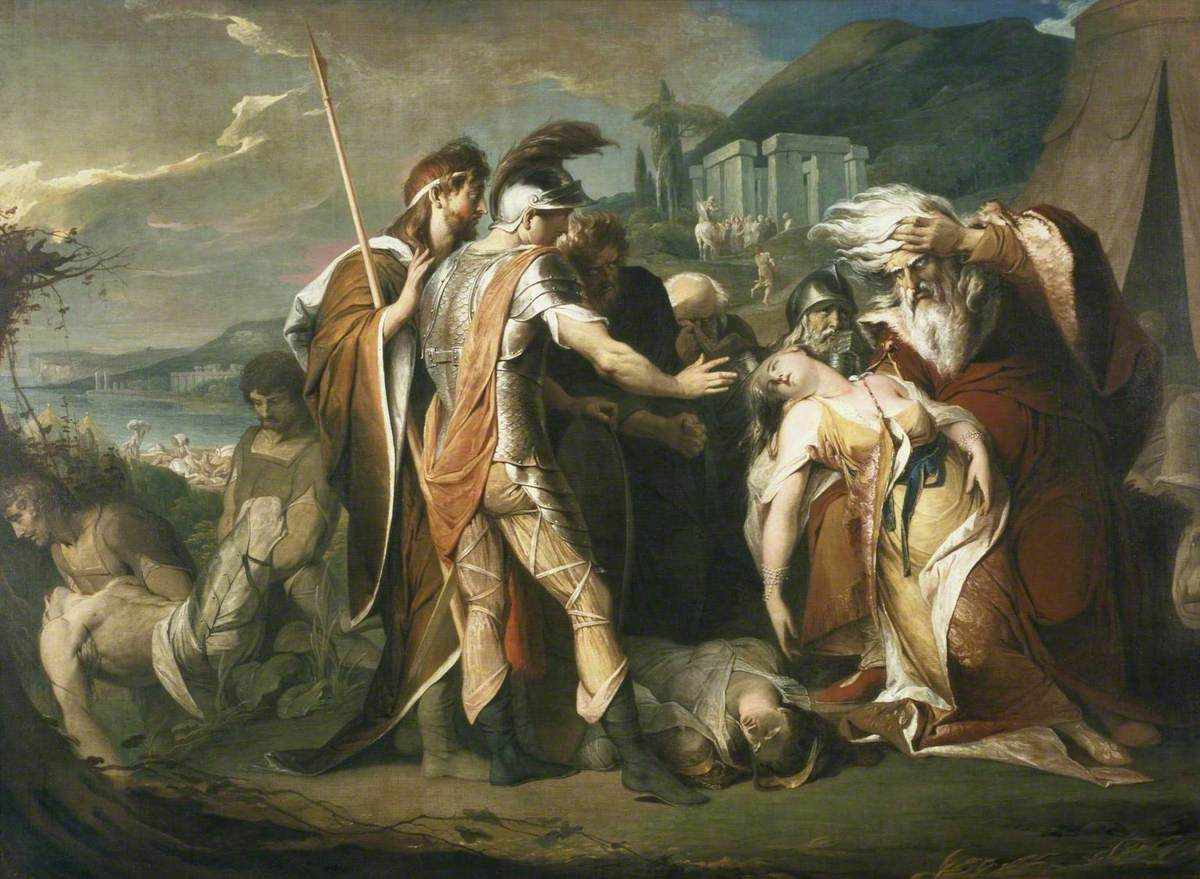
King Lear Weeping over the Dead Body of Cordelia, zwischen 1786 und 1788, London, Tate Gallery
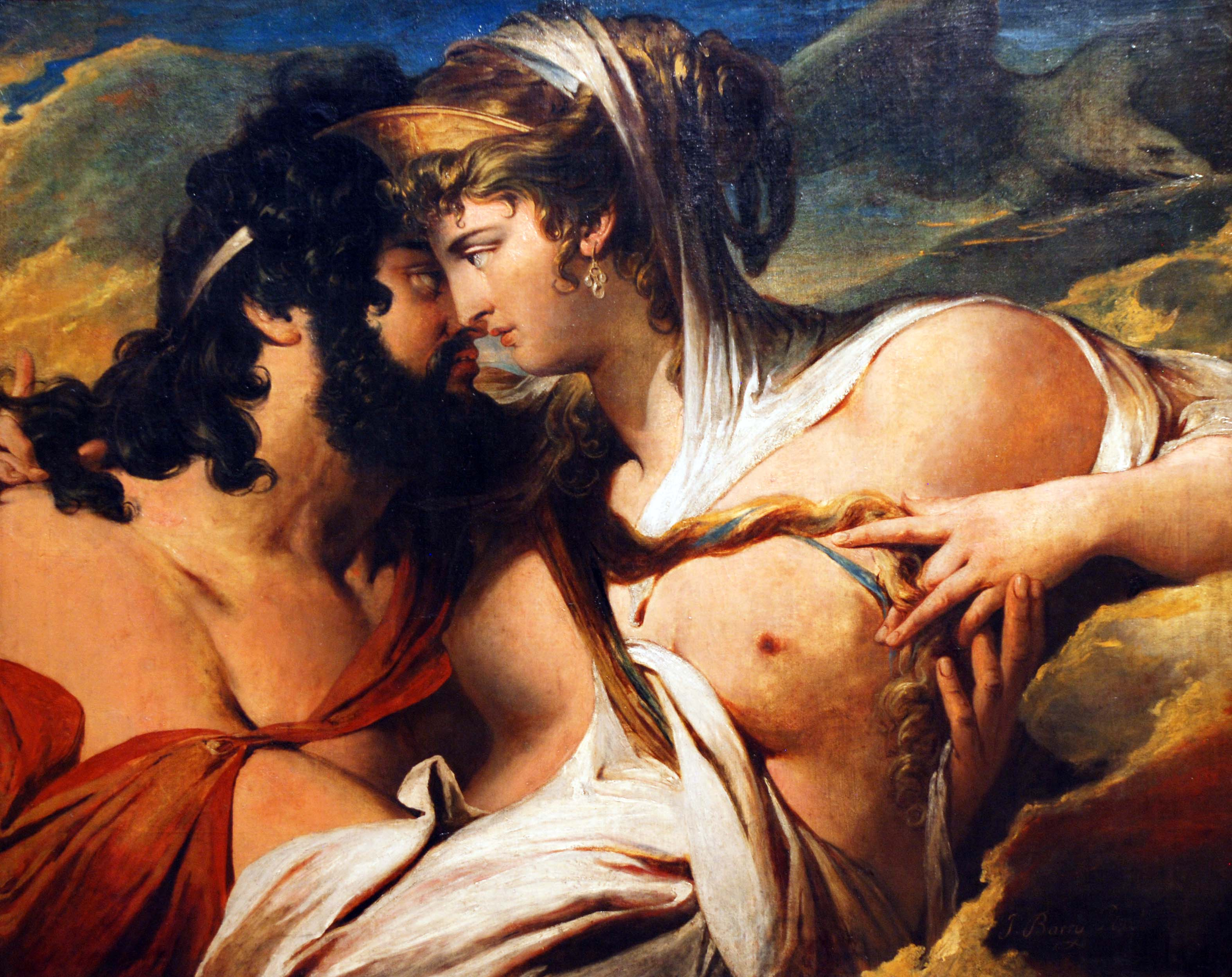
Jupiter and Juno on Mount Ida, zwischen 1790 und 1799, Sheffield, Graves Art Gallery
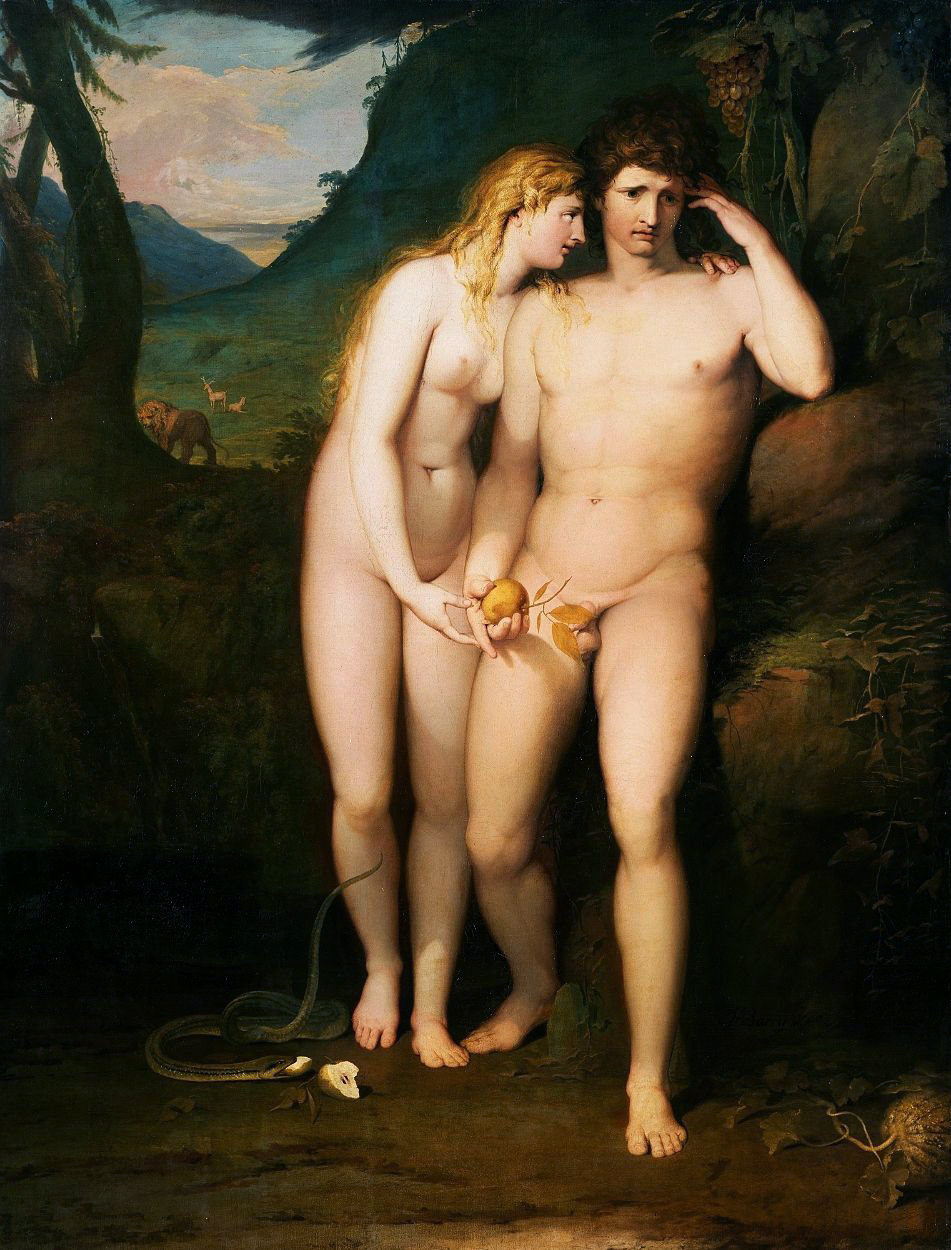
The Temptation of Adam, zwischen 1767 und 1770
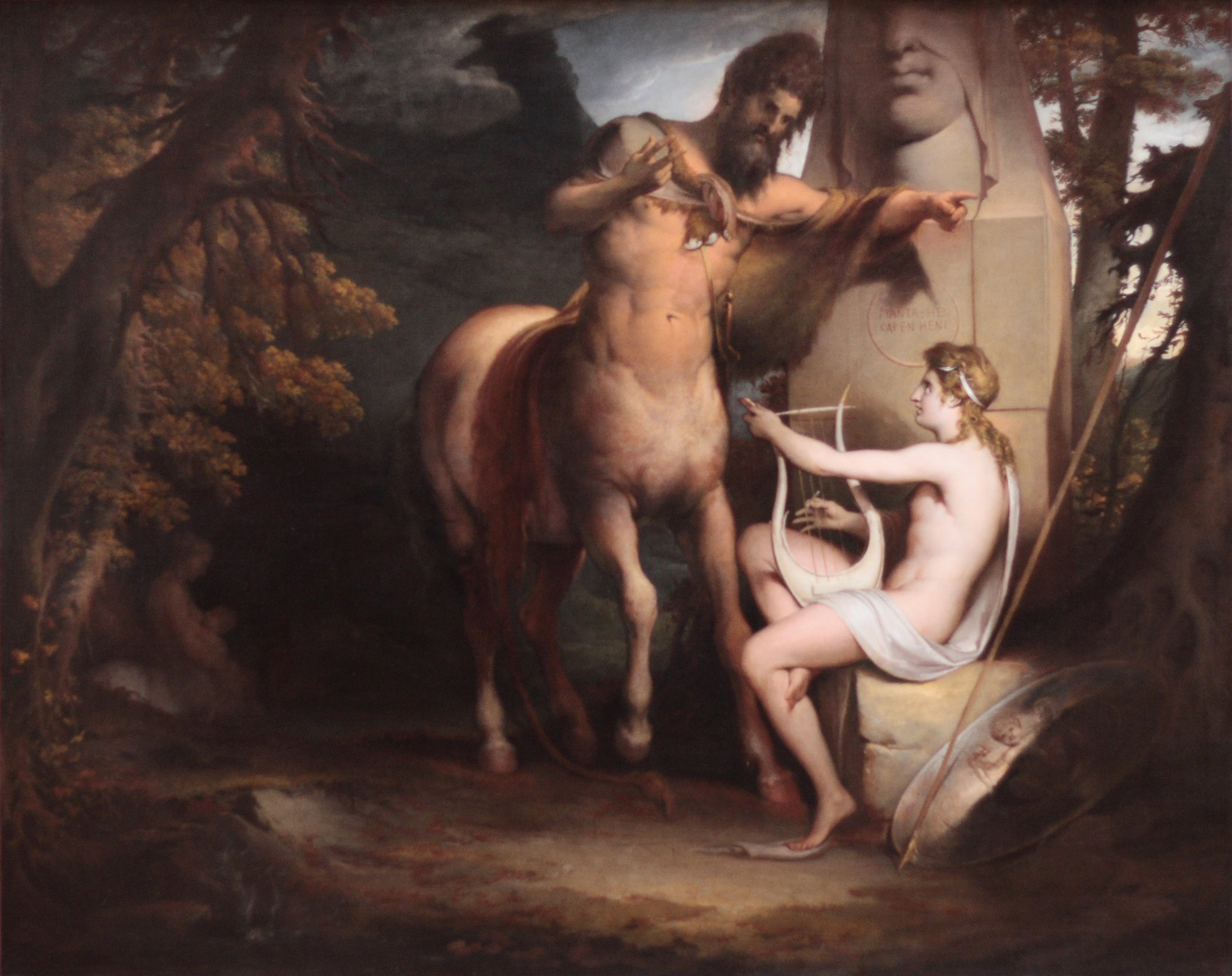
The Education of Achilles, um 1772, New Haven, Yale Center for British Art
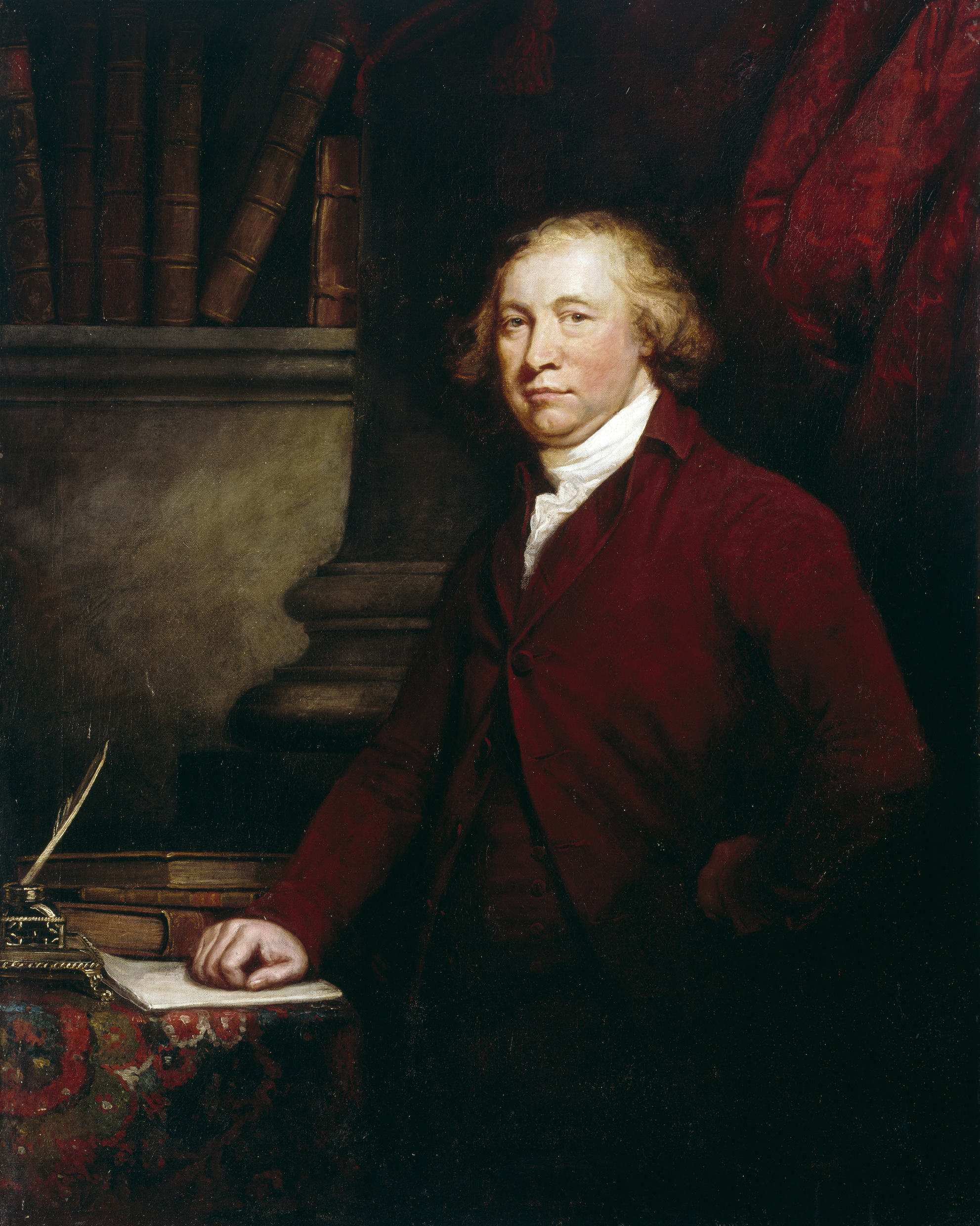
Porträt von Edmund Burke, um 1774, Dublin, National Gallery of Ireland